# 胡厝寮代天府
胡厝寮代天府是一座位於中華民國臺南市善化區胡厝寮的廟宇，主祀五府千歲，創立於清光緒二十三年（1897年），廟宇現況為民國六十四年(1975)建造到至今，廟體為北式廟宇，兩側設有鐘、鼓樓，並有社區活動中心、社區發展協會等，為胡家社區居民的信仰中心。。

## 歷史
胡厝寮先民來自福建泉州府同安縣鴛鴦堡鼎美村十八都，於清乾隆中葉攜帶關聖帝君香火渡海移居灣裡溪（古曾文溪）並搭建草庵祀奉關聖帝君，後因道光三年（1823年）大水使曾文溪改道而舉庄遷移，分成頂頭寮、下頭寮、曾文胡厝寮三個聚落，災情平復後庄民經關帝爺指示至南鯤鯓廟分請范府千歲香火，並雕塑金身祀奉於下頭寮。又於同治年間至南鯤鯓代天府奉請池府千歲祀奉於庄內。光緒二年又發生大洪水，再往南鯤鯓代天府分請朱府千歲祀奉於曾文胡厝寮。光緒中葉庄民又至南鯤鯓代天府與北門嶼永隆宮分請李府千歲與溫府千歲，六位王爺奉祀在庄內各角頭庄民家宅中，後經耆老決議合祀五府千歲並搭建草庵祀奉，此時吳府三千歲亦奉祀在庄民家宅中。
光緒二十三年（1897年）庄民胡圓目首倡建立公厝，民國三十六年（1947年）主事胡萬順募金修繕公厝，民國五十三年（1964年）地震使得公厝破損，民國六十一年（1972年）重修，民國六十四年（1975年）竣工並改稱胡厝寮代天府。本廟吳府三千歲，源自南鯤鯓代天府，原本祀奉於庄民家宅中，於民國十七年經吳府三千歲指示:吾欲鎮守胡厝寮，而進到胡厝寮代天府祀奉。。

## 藝陣
胡厝寮代天府藝陣共有兩陣，一陣為紅腳巾系統的胡厝寮宋江陣，一陣為傳統胡厝寮大鼓花陣，兩陣歷史皆為百餘年。
- 胡厝寮宋江陣創立於清光緒末年，時局因戰亂所困社會動盪不安而創立宋江陣保衛庄社，在日本殖民時期因禁止武裝活動而停止數年，直到光復後才成立，百餘年來本庄宋江陣名震遐邇，曾與不少外地宋江陣切磋武技。[6]
- 胡厝寮大鼓花陣於清光緒末年引進本庄，截至今日以傳承至第五代弟子，而本庄大鼓花陣民國初年師承於西港區雙張廍曾老師傅，不過在第五代師傅改良傳統大鼓花陣五式增進至八式，並融入於當地國小於民國八十三年成立善化區陽明國小大鼓花陣，成立後榮獲大鼓花陣比賽總冠軍，也參加當年觀光季表演。[7]

## 奉祀神明與祭祀活動
正殿
- 關聖帝君（開基祖）：農曆五月十三日
- 范府千歲（大王）：農曆四月二十七日
- 池府千歲（二王）：農曆六月十八日
- 朱府千歲（三王）：農曆八月十八日
- 李府千歲（四王）：農曆四月二十六日
- 溫府千歲（五王）：農曆五月初五日
- 吳府千歲（吳三王）：農曆九月十五日
- 中壇元帥（太子爺）：農曆九月初九日[8]

### 祭祀活動
- 每年農曆二月十二日為胡厝寮代天府祭祀賞兵日，輪到值年則會前往南鯤鯓代天府請火繞境。胡厝寮代天府進香繞境最早可以追溯到一百多年前，在經歷過道光三年的洪水過後經開基關聖帝君指示前往南鯤鯓代天府分請范府千歲回庄鎮守，再經歷三番兩次 前往南鯤鯓代天府與北門嶼永隆宮分請王爺後，每三年先民們無畏路途遙遠也要到達南鯤鯓代天府完成的請火進香，傳承這項自古以來的傳統。

- 胡厝寮代天府的祭祀圈主要就是善化地區（善化區胡厝寮、崁頭、百二甲、西衛）一帶，約有上千戶。有著定期到臺南市北門區的南鯤鯓請火的習俗。[9]